# Dictyna pusilla
Dictyna pusilla ist eine Art der Kräuselspinnen und lebt in Europa und anderen Teilen der Paläarktis.

## Merkmale
Die Männchen werden bis zu 2 mm groß, die Weibchen bis zu 2,5 mm. Die Art sieht der Gewöhnlichen Kräuselspinne sehr ähnlich, ist aber im Mittel um 0,5 mm kleiner und sattbraun gefärbt, mit weißlicher Behaarung. Das Muster auf dem Hinterleib ist variabel und daher nicht zur Artbestimmung geeignet.

## Lebensraum
Die Art bewohnt reich gegliederte Holzgewächse wie Heidekraut und Nadelhölzer.

## Wissenswertes
Die Art findet sich reif im Frühjahr und im Sommer. Sie ist weit verbreitet und häufig.

## Natürliche Feinde
Die Larve der Schlupfwespe Zatypota anomala ist ein koinobionter Ektoparasitoid von Dictyna pusilla.